# Antemiusz z Tralles
Antemiusz z Tralles (gr.: Ἀνθέμιος από τις Τράλλεις,ur. ok. 474, zm. ok. 534) – bizantyjski inżynier, architekt, fizyk i matematyk. Pochodził z miasta Tralles w zachodniej Anatolii, z rodziny zamożnego lekarza – Stefana.

## Życiorys
Studiował w Aleksandrii, a w Konstantynopolu był profesorem geometrii. Ponadto był tam, wraz z Izydorem z Miletu, głównym architektem stolicy. Pełniąc tę funkcję, uczestniczył między innymi w budowie kościoła św. Sergiusza i Bachusa, rekonstrukcji kościoła Świętych Apostołów oraz, prawdopodobnie, naprawie cysterny Filoksenosa (tzw. cysterny 1001 kolumn). Najbardziej znany jest jednak z prac przy kościele Mądrości Bożej, a zwłaszcza przy jego kopule.
Poza działalnością w dziedzinie architektury znane były jego badania nad zwierciadłami zapalającymi, konstrukcją elips i paraboli, a nawet machiny parowej. Do naszych czasów zachowały się jedynie fragmenty jego pracy.
Antemiusz był bratem Aleksandra z Tralles, słynnego lekarza i autora dzieł medycznych.